# Przystanek Woodstock – Live
Przystanek Woodstock - Live – wydawnictwo DVD polskiej grupy muzycznej Sweet Noise. Płyta ukazała się 26 lipca 2004 roku nakładem wytwórni muzycznych Złoty Melon, Noise Inc. i Pomaton EMI. 
Na płycie znalazł się koncert formacji zarejestrowany na festiwalu Przystanek Woodstock w 2003 roku oraz materiały dodatkowe w tym fragment filmu "Przystanek Woodstock - Najgłośniejszy Film Polski".

## Lista utworów
Opracowano na podstawie materiału źródłowego.
| Nr  | Tytuł utworu                               | Autorzy                                             | Długość |
| --- | ------------------------------------------ | --------------------------------------------------- | ------- |
| 1.  | „Intro Woodstock 2003”                     | Mohamed, Osiński                                    |         |
| 2.  | „W imię Boga”                              | Mohamed, Osiński, Bigosiński                        |         |
| 3.  | „N.U.E.R.H.A”                              | Mohamed, Osiński, Tod                               |         |
| 4.  | „Jesteś?...”                               | Mohamed, Osiński, Tod                               |         |
| 5.  | „Dzisiaj mnie kochasz, jutro nienawidzisz” | Mohamed, Osiński                                    |         |
| 6.  | „Cisza”                                    | Mohamed, Osiński, Wróblewicz, Letkiewicz, Maćkowiak |         |
| 7.  | „9/1”                                      | Osiński, Bigosiński, Letkiewicz, Maćkowiak, Mohamed |         |
| 8.  | „Gdzie jesteś”                             | Mohamed, Osiński                                    |         |
| 9.  | „DJ Kostek scratch solo”                   | DJ Kostek                                           |         |
| 10. | „We Will Rock You”                         | May                                                 |         |
| 11. | „Skurwiel”                                 | Mohamed, Osiński                                    |         |
| 12. | „Nie było”                                 | Mohamed, Osiński                                    |         |
| 13. | „Bruk”                                     | Osiński, Bigosiński, Letkiewicz, Maćkowiak, Mohamed |         |
| 14. | „Manipulacja”                              | Mohamed, Osiński                                    |         |
| 15. | „Wręczenie nagrody Złotego Bączka””        |                                                     |         |
| 16. | „Down”                                     | Osiński, Bigosiński, Letkiewicz, Maćkowiak, Mohamed |         |